# Dysplasie bronchopulmonaire
Pour les articles homonymes, voir DBP.
 Mise en garde médicale
La dysplasie bronchopulmonaire (DBP) est une affection chronique des poumons fréquemment retrouvée chez les enfants prématurés, avec un faible poids à la naissance et ayant nécessité une ventilation mécanique dans le cadre d'un syndrome de détresse respiratoire aiguë. C'est l'une des principales complications et l'une des principales causes de mortalité et de morbidité chez les enfants prématurés.

## Historique
La forme dite « historique » ou « classique » décrite par Northway et al. en 1967, particulièrement sévère n'est plus rencontrée depuis l’utilisation de nouveaux traitements tels que la corticothérapie anténatale, le surfactant exogène, le monoxyde d’azote (NO) et des techniques d’assistance ventilatoire moins agressives.

## Physiopathologie
Chez le grand prématuré (terme inférieur à 32 semaines d'aménorrhées), le développement des alvéoles pulmonaires n'est pas terminé et la moindre agression peut altérer la maturation. C'est le cas, en particulier, lors d'une infection du liquide amniotique. Le rôle d'une inflammation pulmonaire est probable.

## Épidémiologie
La dysplasie bronchopulmonaire atteint spécifiquement le grand prématuré. Elle est plus fréquente en Europe du nord, chez les nouveau-nés de sexe masculin ou dont la mère a présenté une hypertension artérielle gravidique.

## Conséquences
Chez le prématuré, il s'agit d'un facteur de risque de mortalité néonatale ou de séquelles neurologiques. Le risque de survenue de problèmes respiratoires durant l'enfance est également majoré. La fonction ventilation peut être altérée, même à l'âge adulte.

## Traitement

### Traitement curatif
Il s'agit essentiellement de mesures de réanimation.

### Traitement préventif
Les corticoïdes administrés par voie intraveineuse chez un grand prématuré diminuent le risque de survenue d'une dysplasie bronchopulmonaire, avec cependant des effets secondaires pouvant être graves, ce qui fait qu'ils ne peuvent être utilisés de manière systématique. Donnés en inhalation, ils diminuent également la survenue d'une dysplasie mais sans bénéfice sur la mortalité mais peuvent aussi induire un effet délétère.